# Division de Quetta
La division de Quetta (en ourdou : کوئٹہ ڈویژن) est une subdivision administrative de la province du Baloutchistan au Pakistan. Elle compte près de 4,2 millions d'habitants en 2017, et sa capitale est Quetta, ce qui en fait la division la plus peuplée de la province. 
Comme l'ensemble des divisions pakistanaises, la subdivision a été abrogée en 2000 avant d'être rétablie en 2008.
La division regroupe les districts suivant :
- district de Chagai
- district de Killa Abdullah
- district de Nushki
- district de Pishin
- district de Quetta